# Melanostoma aurantiaca
Melanostoma aurantiaca är en tvåvingeart som först beskrevs av Becker 1921.  Melanostoma aurantiaca ingår i släktet gräsblomflugor, och familjen blomflugor. Inga underarter finns listade i Catalogue of Life.